# Финьково (Псковская область)
Финьково —  деревня в Бежаницком районе Псковской области России. Входит в состав Лющикской волости.

## География
Расположена в 10 км к северу от райцентра, посёлка Бежаницы, и в 6 км к северу от волостного центра, деревни Лющик.

## Население
| 2001 | 2002 | 2010 |
| ---- | ---- | ---- |
| 139  | ↘119 | ↘80  |

Численность население деревни по оценке на начало 2001 года составляла 139 жителей.

## История
До 2005 года деревня входила в состав Бежаницкой волости.